# Bagheera (geslacht)
Bagheera is een geslacht van spinnen uit de familie springspinnen (Salticidae).

## Soorten
De volgende soorten zijn bij het geslacht ingedeeld:
- Bagheera kiplingi Peckham & Peckham, 1896
- Bagheera prosper (Peckham & Peckham, 1901)